# 小謝爾多巴區
52°27′58″N 44°57′17″E / 52.46611°N 44.95472°E
小謝爾多巴區（俄语：Малосердобинский район），是俄羅斯的一個區，位於該國西南部，由奔薩州負責管轄，面積1,100平方公里，2010年人口9,824，人口密度每平方公里8.93人。